# Rosenbergia weiskei
Rosenbergia weiskei là một loài bọ cánh cứng trong họ Cerambycidae.